# Carlos Cerda
Carlos Cerda (* 1942 in Santiago de Chile; † 19. Oktober 2001) war ein chilenischer Schriftsteller.

## Leben
Nach dem Studium erhielt Cerda eine Dozentur für Philosophie. Ab 1971 war er Redakteur der Zeitung El Siglo, dem Organ der Kommunistischen Partei Chiles. Nach dem Putsch in Chile 1973 emigrierte Cerda. In Kolumbien veröffentlichte er eine Reportage über die Bombardierung des Moneda-Palastes.
1975 inszenierte Cerda am Volkstheater Rostock sein Stück Die Nacht des Soldaten. In der DDR war er danach in der Sektion Romanistik an der Karl-Marx-Universität Leipzig tätig. 1976 erschien im Aufbau-Verlag der Erzählungsband Begegnung mit der Zeit, 1978 der Roman Weihnachtsbrot.
1985 erhielt Cerda für Die Zwillinge von Calanda oder Über einige Gesetzmäßigkeiten bei der Entwicklung politischer Phänomene den DDR-Hörspiel-Autorenpreis der Kritiker, 1989 denselben Preis für Kein Reisender ohne Gepäck. 1993 erschien im Luchterhand Literaturverlag sein Roman Santiago-Berlin, einfach. Darin geht es um das Leben chilenischer Flüchtlinge in der DDR.
Cerda erlag wenige Tage vor Beginn der 21. Buchmesse Feria del Libro de Santiago einer Krebserkrankung.